# 圣凯佩罗斯
圣凯佩罗斯（法語：Saint-Quay-Perros，法語發音：[sɛ̃ kɛ pɛʁɔs] ⓘ）是法国阿摩尔滨海省的一个市镇，属于拉尼永区。

## 地理
圣凯佩罗斯（48°47'33"N, 3°26'52"W）面积4.72 平方千米，位于法国布列塔尼大區阿摩尔滨海省，该省份为法国西北部沿海省份，位于布列塔尼半岛北部，北濒大西洋英吉利海峡，西接菲尼斯泰尔省，南至莫尔比昂省，东临伊勒-维莱讷省。
与圣凯佩罗斯接壤的市镇（或旧市镇、城区）包括：拉尼永、卢阿内克、佩罗斯吉雷克。

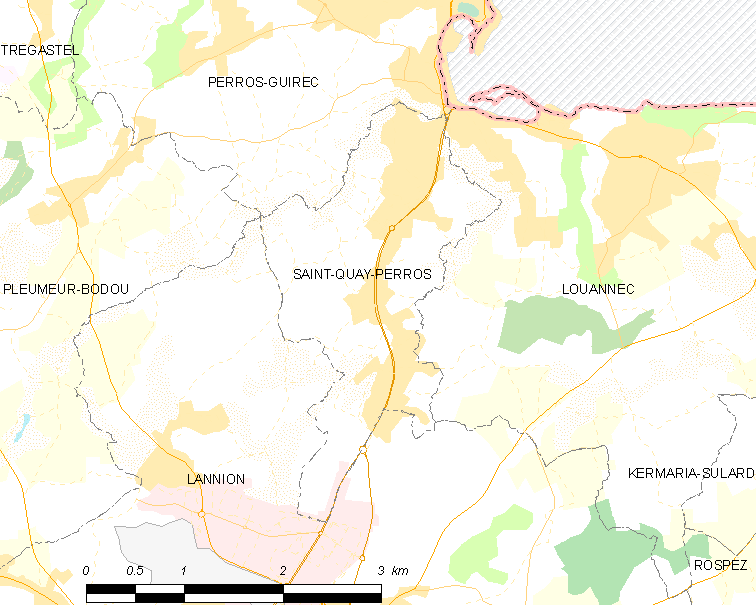
圣凯佩罗斯的OSM定位图

圣凯佩罗斯的时区为UTC+01:00、UTC+02:00（夏令时）。

## 行政
圣凯佩罗斯的邮政编码为22700，INSEE市镇编码为22324。

## 政治
圣凯佩罗斯所属的省级选区为佩罗斯吉雷克县。

## 人口

1962-2008年间圣凯佩罗斯人口变化图示

圣凯佩罗斯于2022年1月1日时的人口数量为1289人。